# Ahmad II Szach
Ahmad II Szach (ur. ?, zm. 6 maja 1458 – sułtan Dekanu w latach 1436–1458, syn Ahmada I Szacha.

## Literatura
- Ahmad II Szach, [w:] M. Hertmanowicz-Brzoza, K. Stepan, Słownik władców świata, Kraków 2005, s. 702.